# 1147
- Wikisource

| Calendário gregoriano                                                        | 1147 MCXLVII                                          |
| Ab urbe condita                                                              | 1900                                                  |
| Calendário arménio                                                           | 596 – 597                                             |
| Calendário bahá'í                                                            | -697 – -696                                           |
| Calendário budista                                                           | 1691                                                  |
| Calendário chinês                                                            | 3843 – 3844 Início a 3 de fevereiro (aproximadamente) |
| Calendário copta                                                             | 863 – 864                                             |
| Calendário etíope                                                            | 1139 – 1140                                           |
| Calendários hindus - Vikram Samvat - Calendário nacional indiano - Cáli Iuga | 1202 – 1203 1068 – 1069 4247 – 4248                   |
| Calendário Holoceno                                                          | 11147                                                 |
| Calendário islâmico                                                          | 541 – 542                                             |
| Calendário judaico                                                           | 4907 – 4908                                           |
| Calendário persa                                                             | 525 – 526                                             |
| Calendário rúnico                                                            | 1397                                                  |
| Calendário solar tailandês                                                   | 1690                                                  |

1147 (MCXLVII, na numeração romana) foi um ano comum do século XII do Calendário Juliano, da Era de Cristo, e a sua letra dominical foi E (52 semanas), teve início a uma quarta-feira, terminou também a uma quarta-feira.
No reino de Portugal estava em vigor a Era de César que já contava 1185 anos.
| Ano completo                        |
| ----------------------------------- |
| Ano comum com início à quarta-feira |

## Eventos
- Início da Segunda Cruzada (1147-1149).
- 15 de Março - Conquista de Santarém por D. Afonso Henriques.
- Vinda do porto inglês de Dartmouth, entra na barra do Douro uma frota de 200 velas com cruzados.
- Por proposta de D. Afonso Henriques, a armada de cruzados ingleses inicia o Cerco de Lisboa. Após 5 meses, Lisboa é conquistada aos mouros pelas suas tropas.
- Fundação do mosteiro de São Vicente de Fora por D. Afonso Henriques.
- Fundação da cidade Moscou, a capital da Rússia.

## Mortes
- Gaucher II de Châtillon, foi Senhor Châtillon em Itália e de Montjay e de Troissy em França.
- Alberico de Montjay, Senhor do Castelo Montjay-la-Tour, construído no primeiro quarto do século XII.
- 6 de Abril - Frederico II da Suábia n. 1090, duque da Suábia.
- Martim Moniz - Nobre Cavaleiro, que lutou pelas forcas cristãs de D. Afonso Henriques e se sacrificou ao colocar o seu próprio corpo numa porta entreaberta do Castelo dos Mouros, na cidade de Lisboa.